# Multiplikationsfaktor
Multiplikationsfaktor bruges til at beskrive forholdet mellem to ligedannede geometriske figurer.

Det bruges således hvis vi tager udgangspunkt i Eksempel 1:
Forholdet mellem BD og BC er 3, fordi BC er 3 gange længere end BD. Ligeledes er BA 3 gange længere end BE. Multiplikationsfaktoren mellem trekant BDE og trekant ABC er altså 3. Man kan således regne ud, at AC må være 3 gange længere end DE, dvs. 6.

Og Eksempel 2:
Forholdet mellem DF og CD er 2, da CD er 2 gange længere. Ligeledes er AD 2 gange længere end DE. Multiplikationsfaktoren mellem DEFG og ABCD er altså 2. Så kan man regne ud at BC er 2 gange længere end GF, altså 3,4. På samme måde er AB 5.